# Voyelle pré-fermée mi-postérieure non arrondie
 (mai 2016).
Si vous disposez d'ouvrages ou d'articles de référence ou si vous connaissez des sites web de qualité traitant du thème abordé ici, merci de compléter l'article en donnant les références utiles à sa vérifiabilité et en les liant à la section « Notes et références ».
La voyelle pré-fermée postérieure non arrondie est une voyelle particulière étant donné qu'elle n'existe dans aucune langue connue de manière distinctive. Elle n'a pas de symbole dans l'alphabet phonétique international.
Il est possible de la noter /ɯ̽/ (voyelle fermée postérieure non arrondie + relâchement), /ɯ̞̈/ (voyelle fermée postérieure non arrondie + centralisation + abaissement), /ʊ̜/ (voyelle pré-fermée postérieure arrondie + désarrondissement) ou, notamment comme par John C. Wells, avec le signe non API oméga /ꞷ/,. Helmut Richter utilise l’omega, ressemblant à une ligature double ʊ dans l’IPA(G). Le symbole ұ est utilisé dans l’études des langues mandées. Le symbole petite capitale i barré /ᵻ/ est utilisé dans l’application iPA Phonetics.

## Caractéristiques
- Son degré d'aperture est pré-fermée, ce qui signifie que la position de la langue est proche de celle d'une voyelle fermée, mais légèrement moins resserrée.
- Son point d'articulation est mi-postérieur, ce qui signifie que la langue est placée presque aussi loin que possible à l'arrière de la bouche.
- Son caractère de rondeur est non arrondi, ce qui signifie que les lèvres ne sont pas arrondies.

N'est cependant pas à exclure la possibilité que cette voyelle existe déjà ou vienne à apparaître dans certaines langues, notamment celles qui, dans leur prononciation, comprennent [ʊ] ou [ɯ].

## Langues
| Langues                                                 | Mots  | Prononciations | Sens   | Notes |
| ------------------------------------------------------- | ----- | -------------- | ------ | --- |
| Anglais (Virgine orientale, Caroline du Nord orientale) | foot  | [fʊ̜t]          | pied   | Le /ʊ/ est souvent arrondi par assimilation lorsqu’adjacent à une consonne labiale.                                                                    |
| Portugais (du Portugal)                                 | pegar | [pɯˈɡaɾ]       | saisir | Uniquement dans les syllabes sans accent tonique, souvent représenté par /ə/ mais correspond plutôt à une voyelle pré-fermée postérieure non arrondie. |